# Emperor Magus Caligula
Emperor Magus Caligula (настоящее имя Массе Бруберг) — музыкант (вокалист, басист) шведской группы Dark Funeral. Псевдоним Emperor Magus Caligula взят в честь римского императора Калигулы. Массе Бруберг также является вокалистом группы Demonoid, в прошлом пел в Hypocrisy. Имеет свой музыкальный проект Dominion Caligula.

## Личная жизнь
Являлся лидером шведского сообщества сатанистов Orden of the Black Chord.

## Музыкальная деятельность
Массе Бруберг занимается музыкой с 13 лет, когда играл в группе Dark Decay. Немногим позже был участником Scattered Corpses, а впоследствии пел в Hypocrisy, с которыми записал два альбома Penetralia и Osculum Obscenum. После ухода из последних участвовал в Obscurity, пока в июле 1995 года не попал в Dark Funeral.

## Дискография

### Dark Funeral
- 1998 — Vobiscum Satanas (вокал, бас)
- 2000 — Teach Children To Worship Satan
- 2000 — In The Sign...
- 2001 — Diabolis Interium (вокал, бас)
- 2004 — De Profundis Clamavi Ad Te Domine
- 2005 — Attera Totus Sanctus
- 2007 — Attera Orbis Terrarum part I
- 2008 — Attera Orbis Terrarum part II
- 2009 — Angelus Exuro Pro Eternus

### God Among Insects
- 2006 — Zombienomicon
- 2004 — World Wide Death

### Dominion Caligula
- 2000 — A New Era Rises

### Hypocrisy
- 1992 — Penetralia
- 1993 — Osculum Obscenum (вокал)

### The Project Hate
- 2003 — Hate, Dominate, Congregate, Eliminate